# Raymond Asso
Pour les articles homonymes, voir Asso (homonymie).
Raymond Asso, né le 2 juin 1901 à Nice et mort le 24 octobre 1968 à Paris 16e est un parolier français. Il est le frère de l'acteur Pierre Asso.

## Biographie
Né dans une famille désunie, à l'âge de 15 ans il s'embarque pour le Maroc. Il a tout d'abord pratiqué de nombreux métiers (berger, directeur d'usine, spahi en Turquie et en Syrie, chauffeur, gérant de boîte de nuit etc.), avant d'être révélé comme auteur.

### La période Édith Piaf
Il débute dans la chanson en 1933 mais ne connaîtra le succès qu'à partir de 1935, grâce à Édith Piaf. Il prend en effet en main la carrière de la chanteuse, lui donne des leçons de chant, devient son amant et écrit plusieurs chansons à son intention. Ses chansons, à cette époque, sont souvent sur des musiques de Marguerite Monnot, qui deviendra la compositrice attitrée d'Édith Piaf.
Il est aussi l'auteur de chansons pour Marie Dubas (Le Fanion de la Légion, Mon légionnaire).

### L'après-guerre
Mobilisé au cours de la Seconde Guerre mondiale, la collaboration avec Édith Piaf se termine à cette époque. Raymond Asso aurait été le premier à utiliser le terme zazou dans le journal collaborationniste La Gerbe du 18 décembre 1941.
Raymond Asso continue toutefois à écrire pour divers artistes après la guerre (Lucienne Delyle, Marcel Mouloudji, Renée Lebas, etc.)
Les années 1950 sont très prolifiques pour l’auteur et verront de nombreux succès, tels que Y’a tant d’amour (chantée par Renée Lebas) ou Comme un p'tit coquelicot proposée d'abord à Maurice Chevalier qui la refuse et Jacques Canetti propose Mouloudji pour l'interpréter (Mémoires de Jacques Canetti).
De nombreuses vedettes de l'époque chantent Raymond Asso : Yves Montand (Ninon, ma Ninette, 1954), Catherine Sauvage, Les Frères Jacques (Mon ami m’a donné, Mais les vrais amoureux), Jean Bretonnière (C’est tant pis, c’est tant mieux, 1954), Odette Laure (Je suis nerveuse, 1955), Tino Rossi (Mon printemps en 1956 et O ma mie o ma Mireille), André Dassary (Des pays merveilleux).
Raymond Asso a aussi enregistré quelques disques (notamment des contes musicaux pour enfants).
De 1962 à 1968, à la fin de sa vie, il était administrateur à la SACEM.
Raymond Asso a été marié à l'auteure-compositrice et pianiste Claude Valéry (Valérie Bousquet, 1909-1992) avec qui il a écrit plusieurs titres, dont Comme un p'tit coquelicot.

## Discographie
- Silhouettes (1952)
- Chansons d'hier et d'aujourd'hui (1953)
- Le joli Noël du petit ressort de montre (1959)

## Textes
- Mon amant de la Coloniale (1936)
- Mon légionnaire (1936)
- Un jeune homme chantait (1937)
- J'entends la sirène (1937)
- Le Chacal (1937)
- Le Contrebandier (1937)
- Le Mauvais Matelot (1937)
- Partance (1937)
- Tout fout l'camp (1937)
- Le Fanion de la Légion (1938)
- Paris-Méditerranée (1938)
- C'est lui que mon cœur a choisi (avec Paul Colline) (1938)
- Le Grand Voyage du pauvre nègre (1938)
- Les marins ça fait des voyages (1938)
- Madeleine qu'avait du cœur (1938)
- Elle fréquentait la rue Pigalle (1939)
- Je n'en connais pas la fin (1939)
- Le Petit Monsieur triste (1939)
- Les Deux Copains
- Browning
- On danse sur ma chanson (1940)
- C'est l'histoire de Jésus
- La Java du bonheur du monde
- Y'a tant d'amour (1950)
- Comme un petit coquelicot (1952)
- Ninon, ma ninette (1954)
- Berceuse pour demain (1955)
- Mon cœur battait (1956)
- Mon ami m'a donné
- Mais les vrais amoureux
- C'est tant pis, c'est tant mieux (1954)
- Je suis nerveuse (1955)
- Mon printemps (1956)
- Ô ma mie, ô ma Mireille
- Des pays merveilleux
- Un petit bouquet de violettes
- Si les tambours (1963)
- La Chanson du Marsupilami[réf. nécessaire] (1960)